# Liga Colombiana de Baloncesto 2022-I
La Liga Profesional de Baloncesto 2022-I (conocida como Liga WPlay de Baloncesto 2022-I por motivos de patrocinio) fue el torneo apertura de la temporada 2022 de la Liga Profesional de Baloncesto de Colombia, máxima categoría de este deporte en el país, la cual inició el 21 de abril y terminó el 6 de junio. Es organizado por la División Profesional de Baloncesto (DPB), entidad dependiente de la Federación Colombiana de Baloncesto.

## Sistema de juego
El torneo cuenta con cuatro fases:
- Primera fase: Los 7 clubes disputarán 12 partidos.
- Segunda fase (Cuartos de Final): Los clubes de las posiciones 2 a la 7 jugarán esta fase y se enfrentarán en tres llaves, ganando el mejor de tres (1-1-1) juegos de la siguiente forma (2.º lugar vs. 7.º lugar), (3.º lugar vs. 6.º lugar) (4.º lugar vs 5.º lugar)
- Tercera fase (Semifinal): Los 3 ganadores de la fase anterior y el ganador de la Primera fase se enfrentan para definir los clubes clasificarán a la fase final y se enfrentarán en dos series ganando el mejor de cinco (2-2-1) juegos de la siguiente forma (Ganador Primera Fase vs Ganador 4) y (Ganador 2 vs Ganador 3)
- Final: Los dos ganadores de la fase anterior se enfrentan para definir al campeón en serie ganando el mejor de cinco juegos (2-2-1)

## Cambios de clubes
Respecto a la temporada 2021-II, la liga disminuyó de 12 a tan solo siete equipos. Los primeros en retirarse de la opción de jugar el campeonato fueron Sabios de Manizales y Motilones del Norte por motivos económicos. El 4 de abril, la División Profesional de Baloncesto publicó un comunicado anunciando que los clubes Cimarrones del Chocó, Cóndores de Cundinamarca y Piratas de Bogotá no participarán debido a "múltiples problemas internos" y esperan su reincorporación para el segundo semestre que se jugará en formato de ida y vuelta a diferencia de este campeonato.

## Datos de los clubes
| Equipo                  | Ciudad       | Departamento             | Entrenador        | Pabellón                 | Aforo |
| ----------------------- | ------------ | ------------------------ | ----------------- | ------------------------ | ----- |
| Búcaros de Bucaramanga  | Bucaramanga  | Santander                | Bernardo González | Coliseo Evangelista Mora | 3.340 |
| Cafeteros de Armenia    | Armenia      | Quindío                  | Manuel Berroterán | Coliseo Evangelista Mora | 3.340 |
| Caribbean Storm Islands | San Andrés   | San Andrés y Providencia | Giovanni Rivera   | Coliseo Evangelista Mora | 3.340 |
| Corsarios de Cartagena  | Cartagena    | Bolívar                  | Carlos Gil        | Coliseo Evangelista Mora | 3.340 |
| Team Cali               | Cali         | Valle del Cauca          | Guillermo Moreno  | Coliseo Evangelista Mora | 3.340 |
| Tigrillos Medellín      | Medellín     | Antioquia                | Raúl Pabón        | Coliseo Evangelista Mora | 3.340 |
| Titanes de Barranquilla | Barranquilla | Atlántico                | Tomás Díaz        | Coliseo Evangelista Mora | 3.340 |

## Primera fase
Esta fase se disputará del 21 de abril al 18 de mayo. El mejor equipo quedará cabeza de serie para la Semifinal y los equipos de las posiciones 2 a la 7 jugarán los cuartos de final.

### Posiciones
|  | Clasificado a Semifinal.        |
|  | Clasificado a Cuartos de Final. |

| Pos | Equipos                 | PTS | PG | PP | PJ | PTFA | PTCO |
| --- | ----------------------- | --- | -- | -- | -- | ---- | ---- |
| 1.  | Titanes de Barranquilla | 24  | 12 | 0  | 12 | 1063 | 878  |
| 2.  | Búcaros de Bucaramanga  | 20  | 8  | 4  | 12 | 999  | 994  |
| 3.  | Cafeteros de Armenia    | 19  | 7  | 5  | 12 | 992  | 936  |
| 4.  | Corsarios Cartagena     | 17  | 5  | 7  | 12 | 962  | 985  |
| 5.  | Team Cali               | 17  | 5  | 7  | 12 | 984  | 936  |
| 6.  | Caribbean Storm Islands | 16  | 4  | 8  | 12 | 988  | 1067 |
| 7.  | Tigrillos Medellín      | 13  | 1  | 11 | 12 | 820  | 976  |

### Resultados

#### Primera ronda
| Jornada 1         | Jornada 1 | Jornada 1 | Jornada 1                                 | Jornada 1   | Jornada 1 | Jornada 1                              |
| Local             | Resultado | Visitante | Coliseo                                   | Fecha       | Hora      | Transmisión                            |
| ----------------- | --------- | --------- | ----------------------------------------- | ----------- | --------- | -------------------------------------- |
| Tigrillos         | 78 : 87   | Cafeteros | Coliseo Universidad de Medellín, Medellín | 21 de abril | 18:00     | Win Sports, Facebook DPB y YouTube DPB |
| Titanes           | 95 : 78   | Corsarios | Coliseo Elías Chegwin, Barranquilla       | 21 de abril | 20:30     | Win Sports, Facebook DPB y YouTube DPB |
| Team Cali         | 70 : 84   | Caribbean | Coliseo Evangelista Mora, Cali            | 22 de abril | 19:40     | Win Sports, Facebook DPB y YouTube DPB |
| Descansa: Bucaros |           |           |                                           |             |           |                                        |

| Jornada 2                 | Jornada 2 | Jornada 2 | Jornada 2                      | Jornada 2   | Jornada 2 | Jornada 2                              |
| Local                     | Resultado | Visitante | Coliseo                        | Fecha       | Hora      | Transmisión                            |
| ------------------------- | --------- | --------- | ------------------------------ | ----------- | --------- | -------------------------------------- |
| Corsarios                 | 80 : 66   | Tigrillos | Coliseo Evangelista Mora, Cali | 23 de abril | 18:05     | Win Sports, Facebook DPB y YouTube DPB |
| Cafeteros                 | 65 : 77   | Titanes   | Coliseo Evangelista Mora, Cali | 23 de abril | 20:35     | Win Sports, Facebook DPB y YouTube DPB |
| Búcaros                   | 77 : 59   | Team Cali | Coliseo Evangelista Mora, Cali | 24 de abril | 15:35     | Win Sports, Facebook DPB y YouTube DPB |
| Descansa: Caribbean Storm |           |           |                                |             |           |                                        |

| Jornada 3         | Jornada 3 | Jornada 3 | Jornada 3                      | Jornada 3   | Jornada 3 | Jornada 3                              |
| Local             | Resultado | Visitante | Coliseo                        | Fecha       | Hora      | Transmisión                            |
| ----------------- | --------- | --------- | ------------------------------ | ----------- | --------- | -------------------------------------- |
| Cafeteros         | 90 : 86   | Búcaros   | Coliseo Evangelista Mora, Cali | 25 de abril | 18:05     | Win Sports, Facebook DPB y YouTube DPB |
| Corsarios         | 86 : 73   | Caribbean | Coliseo Evangelista Mora, Cali | 25 de abril | 20:35     | Win Sports, Facebook DPB y YouTube DPB |
| Tigrillos         | 75 : 89   | Team Cali | Coliseo Evangelista Mora, Cali | 26 de abril | 17:10     | Win Sports, Facebook DPB y YouTube DPB |
| Descansa: Titanes |           |           |                                |             |           |                                        |

| Jornada 4           | Jornada 4 | Jornada 4 | Jornada 4                      | Jornada 4   | Jornada 4 | Jornada 4                              |
| Local               | Resultado | Visitante | Coliseo                        | Fecha       | Hora      | Transmisión                            |
| ------------------- | --------- | --------- | ------------------------------ | ----------- | --------- | -------------------------------------- |
| Caribbean           | 88 : 85   | Cafeteros | Coliseo Evangelista Mora, Cali | 27 de abril | 18:00     | Win Sports, Facebook DPB y YouTube DPB |
| Búcaros             | 90 : 82   | Corsarios | Coliseo Evangelista Mora, Cali | 27 de abril | 20:30     | Win Sports, Facebook DPB y YouTube DPB |
| Team Cali           | 82 : 83   | Titanes   | Coliseo Evangelista Mora, Cali | 28 de abril | 19:40     | Win Sports, Facebook DPB y YouTube DPB |
| Descansa: Tigrillos |           |           |                                |             |           |                                        |

| Jornada 5           | Jornada 5 | Jornada 5 | Jornada 5                      | Jornada 5   | Jornada 5 | Jornada 5                              |
| Local               | Resultado | Visitante | Coliseo                        | Fecha       | Hora      | Transmisión                            |
| ------------------- | --------- | --------- | ------------------------------ | ----------- | --------- | -------------------------------------- |
| Corsarios           | 91 : 104  | Cafeteros | Coliseo Evangelista Mora, Cali | 29 de abril | 15:10     | Win Sports, Facebook DPB y YouTube DPB |
| Caribbean           | 91 : 92   | Búcaros   | Coliseo Evangelista Mora, Cali | 29 de abril | 17:40     | Win Sports y YouTube DPB               |
| Tigrillos           | 68 : 93   | Titanes   | Coliseo Evangelista Mora, Cali | 30 de abril | 10:30     | Win Sports, Facebook DPB y YouTube DPB |
| Descansa: Team Cali |           |           |                                |             |           |                                        |

| Jornada 6           | Jornada 6 | Jornada 6 | Jornada 6                      | Jornada 6   | Jornada 6 | Jornada 6                              |
| Local               | Resultado | Visitante | Coliseo                        | Fecha       | Hora      | Transmisión                            |
| ------------------- | --------- | --------- | ------------------------------ | ----------- | --------- | -------------------------------------- |
| Team Cali           | 85 : 73   | Corsarios | Coliseo Evangelista Mora, Cali | 30 de abril | 18:10     | Win Sports y YouTube DPB               |
| Caribbean           | 81 : 72   | Tigrillos | Coliseo Evangelista Mora, Cali | 2 de mayo   | 11:10     | Win Sports, Facebook DPB y YouTube DPB |
| Búcaros             | 73 : 108  | Titanes   | Coliseo Evangelista Mora, Cali | 2 de mayo   | 19:35     | Win Sports, Facebook DPB y YouTube DPB |
| Descansa: Cafeteros |           |           |                                |             |           |                                        |

| Jornada 7           | Jornada 7 | Jornada 7 | Jornada 7                      | Jornada 7 | Jornada 7 | Jornada 7                              |
| Local               | Resultado | Visitante | Coliseo                        | Fecha     | Hora      | Transmisión                            |
| ------------------- | --------- | --------- | ------------------------------ | --------- | --------- | -------------------------------------- |
| Cafeteros           | 88 : 78   | Team Cali | Coliseo Evangelista Mora, Cali | 3 de mayo | 11:10     | Win Sports, Facebook DPB y YouTube DPB |
| Tigrillos           | 70 : 78   | Búcaros   | Coliseo Evangelista Mora, Cali | 4 de mayo | 11:10     | Win Sports, Facebook DPB y YouTube DPB |
| Titanes             | 100 : 68  | Caribbean | Coliseo Evangelista Mora, Cali | 4 de mayo | 19:40     | Win Sports, Facebook DPB y YouTube DPB |
| Descansa: Corsarios |           |           |                                |           |           |                                        |

#### Segunda ronda
| Jornada 8         | Jornada 8 | Jornada 8 | Jornada 8                      | Jornada 8 | Jornada 8 | Jornada 8                              |
| Local             | Resultado | Visitante | Coliseo                        | Fecha     | Hora      | Transmisión                            |
| ----------------- | --------- | --------- | ------------------------------ | --------- | --------- | -------------------------------------- |
| Caribbean         | 91 : 97   | Team Cali | Coliseo Evangelista Mora, Cali | 5 de mayo | 19:15     | Win Sports, Facebook DPB y YouTube DPB |
| Cafeteros         | 77 : 53   | Tigrillos | Coliseo Evangelista Mora, Cali | 6 de mayo | 20:05     | Win Sports, Facebook DPB y YouTube DPB |
| Corsarios         | 66 : 84   | Titanes   | Coliseo Evangelista Mora, Cali | 7 de mayo | 20:45     | Facebook DPB y YouTube DPB             |
| Descansa: Búcaros |           |           |                                |           |           |                                        |

| Jornada 9                 | Jornada 9 | Jornada 9 | Jornada 9                      | Jornada 9 | Jornada 9 | Jornada 9                              |
| Local                     | Resultado | Visitante | Coliseo                        | Fecha     | Hora      | Transmisión                            |
| ------------------------- | --------- | --------- | ------------------------------ | --------- | --------- | -------------------------------------- |
| Team Cali                 | 96 : 60   | Búcaros   | Coliseo Evangelista Mora, Cali | 7 de mayo | 18:15     | Win Sports, Facebook DPB y YouTube DPB |
| Tigrillos                 | 64 : 66   | Corsarios | Coliseo Evangelista Mora, Cali | 9 de mayo | 11:10     | Win Sports, Facebook DPB y YouTube DPB |
| Titanes                   | 87 : 84   | Cafeteros | Coliseo Evangelista Mora, Cali | 9 de mayo | 19:10     | Facebook DPB y YouTube DPB             |
| Descansa: Caribbean Storm |           |           |                                |           |           |                                        |

| Jornada 10        | Jornada 10 | Jornada 10 | Jornada 10                     | Jornada 10 | Jornada 10 | Jornada 10                             |
| Local             | Resultado  | Visitante  | Coliseo                        | Fecha      | Hora       | Transmisión                            |
| ----------------- | ---------- | ---------- | ------------------------------ | ---------- | ---------- | -------------------------------------- |
| Team Cali         | 72 : 73    | Tigrillos  | Coliseo Evangelista Mora, Cali | 10 de mayo | 19:40      | Win Sports, Facebook DPB y YouTube DPB |
| Búcaros           | 83 : 69    | Cafeteros  | Coliseo Evangelista Mora, Cali | 11 de mayo | 11:10      | Win Sports, Facebook DPB y YouTube DPB |
| Caribbean         | 79 : 113   | Corsarios  | Coliseo Evangelista Mora, Cali | 11 de mayo | 20:35      | Facebook DPB y YouTube DPB             |
| Descansa: Titanes |            |            |                                |            |            |                                        |

| Jornada 11          | Jornada 11 | Jornada 11 | Jornada 11                     | Jornada 11 | Jornada 11 | Jornada 11                             |
| Local               | Resultado  | Visitante  | Coliseo                        | Fecha      | Hora       | Transmisión                            |
| ------------------- | ---------- | ---------- | ------------------------------ | ---------- | ---------- | -------------------------------------- |
| Corsarios           | 70 : 93    | Búcaros    | Coliseo Evangelista Mora, Cali | 13 de mayo | 11:10      | Win Sports, Facebook DPB y YouTube DPB |
| Cafeteros           | 93 : 70    | Caribbean  | Coliseo Evangelista Mora, Cali | 13 de mayo | 19:40      | Win Sports, Facebook DPB y YouTube DPB |
| Titanes             | 79 : 77    | Team Cali  | Coliseo Evangelista Mora, Cali | 14 de mayo | 18:00      | Facebook DPB y YouTube DPB             |
| Descansa: Tigrillos |            |            |                                |            |            |                                        |

| Jornada 12          | Jornada 12 | Jornada 12 | Jornada 12                     | Jornada 12 | Jornada 12 | Jornada 12                             |
| Local               | Resultado  | Visitante  | Coliseo                        | Fecha      | Hora       | Transmisión                            |
| ------------------- | ---------- | ---------- | ------------------------------ | ---------- | ---------- | -------------------------------------- |
| Tigrillos           | 59 : 83    | Titanes    | Coliseo Oscar López, Itagüí    | 12 de mayo | 20:05      | Win Sports, Facebook DPB y YouTube DPB |
| Cafeteros           | 81 : 73    | Corsarios  | Coliseo Evangelista Mora, Cali | 15 de mayo | 15:10      | Facebook DPB y YouTube DPB             |
| Búcaros             | 103 : 99   | Caribbean  | Coliseo Evangelista Mora, Cali | 15 de mayo | 18:10      | Win Sports, Facebook DPB y YouTube DPB |
| Descansa: Team Cali |            |            |                                |            |            |                                        |

| Jornada 13          | Jornada 13 | Jornada 13 | Jornada 13                     | Jornada 13 | Jornada 13 | Jornada 13                             |
| Local               | Resultado  | Visitante  | Coliseo                        | Fecha      | Hora       | Transmisión                            |
| ------------------- | ---------- | ---------- | ------------------------------ | ---------- | ---------- | -------------------------------------- |
| Caribbean           | 83 : 68    | Tigrillos  | Coliseo Evangelista Mora, Cali | 16 de mayo | 14:10      | Win Sports y Facebook DPB              |
| Corsarios           | 84 : 71    | Team Cali  | Coliseo Evangelista Mora, Cali | 16 de mayo | 19:40      | Win Sports                             |
| Búcaros             | 77 : 92    | Titanes    | Coliseo Evangelista Mora, Cali | 17 de mayo | 11:10      | Win Sports, Facebook DPB y YouTube DPB |
| Descansa: Cafeteros |            |            |                                |            |            |                                        |

| Jornada 14          | Jornada 14 | Jornada 14 | Jornada 14              | Jornada 14 | Jornada 14 | Jornada 14                             |
| Local               | Resultado  | Visitante  | Coliseo                 | Fecha      | Hora       | Transmisión                            |
| ------------------- | ---------- | ---------- | ----------------------- | ---------- | ---------- | -------------------------------------- |
| Búcaros             | 87 : 74    | Tigrillos  | Coliseo El Pueblo, Cali | 19 de mayo | 11:00      | Win Sports y Facebook DPB              |
| Caribbean           | 81 : 88    | Titanes    | Coliseo El Pueblo, Cali | 19 de mayo | 16:00      | Facebook DPB y YouTube DPB             |
| Team Cali           | 72 : 69    | Cafeteros  | Coliseo El Pueblo, Cali | 19 de mayo | 19:40      | Win Sports, Facebook DPB y YouTube DPB |
| Descansa: Corsarios |            |            |                         |            |            |                                        |

## Play Offs
|  | Cuartos de final    | Cuartos de final    | Cuartos de final    |           |         | Semifinales                 | Semifinales                 | Semifinales                 |  |         | Final                  | Final                  | Final                  |  |
|  | 21, 22 y 24 de mayo | 21, 22 y 24 de mayo | 21, 22 y 24 de mayo |           |         | 25, 26, 27, 30 y 31 de mayo | 25, 26, 27, 30 y 31 de mayo | 25, 26, 27, 30 y 31 de mayo |  |         | 3, 4, 6, 7 y 9 de mayo | 3, 4, 6, 7 y 9 de mayo | 3, 4, 6, 7 y 9 de mayo |  |
|  |                     |                     |                     |           |         |                             |                             |                             |  |         |                        |                        |                        |  |
|  |                     |                     |                     |           |         |                             |                             |                             |  |         |                        |                        |                        |  |
|  |                     |                     |                     |           |         |                             |                             |                             |  |         |                        |                        |                        |  |
|  |                     |                     |                     |           |         |                             |                             |                             |  |         |                        |                        |                        |  |
|  |                     |                     |                     |           |         |                             |                             |                             |  |         |                        |                        |                        |  |
|  |                     | Titanes             | Titanes             | 3         |         |                             |                             |                             |  |         |                        |                        |                        |  |
|  |                     |                     |                     | 3         |         |                             |                             |                             |  |         |                        |                        |                        |  |
|  |                     |                     | Team Cali           | Team Cali | 1       |                             |                             |                             |  |         |                        |                        |                        |  |
|  | Corsarios           | Corsarios           | Team Cali           | Team Cali | 1       | 0                           |                             |                             |  |         |                        |                        |                        |  |
|  | Corsarios           | Corsarios           |                     |           |         |                             |                             |                             |  |         |                        |                        |                        |  |
|  | Team Cali           | Team Cali           | 2                   |           |         |                             |                             |                             |  |         |                        |                        |                        |  |
|  | Team Cali           | Team Cali           | 2                   |           |         |                             |                             |                             |  | Titanes | Titanes                | 3                      |                        |  |
|  |                     |                     |                     |           |         |                             |                             |                             |  | Titanes | Titanes                | 3                      |                        |  |
|  |                     |                     | Cafeteros           | Cafeteros | 0       |                             |                             |                             |  |         |                        |                        |                        |  |
|  | Búcaros             | Búcaros             | Cafeteros           | Cafeteros | 0       | 2                           |                             |                             |  |         |                        |                        |                        |  |
|  | Búcaros             | Búcaros             |                     |           |         |                             |                             |                             |  |         |                        |                        |                        |  |
|  | Tigrillos           | Tigrillos           | 1                   |           |         |                             |                             |                             |  |         |                        |                        |                        |  |
|  | Tigrillos           | Tigrillos           | 1                   |           | Búcaros | Búcaros                     | 0                           |                             |  |         |                        |                        |                        |  |
|  |                     |                     |                     |           | Búcaros | Búcaros                     | 0                           |                             |  |         |                        |                        |                        |  |
|  |                     |                     | Cafeteros           | Cafeteros | 3       |                             |                             |                             |  |         |                        |                        |                        |  |
|  | Cafeteros           | Cafeteros           | Cafeteros           | Cafeteros | 3       | 2                           |                             |                             |  |         |                        |                        |                        |  |
|  | Cafeteros           | Cafeteros           |                     |           |         |                             |                             |                             |  |         |                        |                        |                        |  |
|  | Caribbean Storm     | Caribbean Storm     | 0                   |           |         |                             |                             |                             |  |         |                        |                        |                        |  |
|  | Caribbean Storm     | Caribbean Storm     | 0                   |           |         |                             |                             |                             |  |         |                        |                        |                        |  |
|  |                     |                     |                     |           |         |                             |                             |                             |  |         |                        |                        |                        |  |

### Cuartos de final
| Ronda 1   | Ronda 1   | Ronda 1   | Ronda 1                 | Ronda 1    | Ronda 1 | Ronda 1                                |
| Local     | Resultado | Visitante | Coliseo                 | Fecha      | Hora    | Transmisión                            |
| --------- | --------- | --------- | ----------------------- | ---------- | ------- | -------------------------------------- |
| Búcaros   | 84 : 59   | Tigrillos | Coliseo El Pueblo, Cali | 21 de mayo | 11:10   | Win Sports, Facebook DPB y YouTube DPB |
| Cafeteros | 117 : 106 | Caribbean | Coliseo El Pueblo, Cali | 21 de mayo | 14:10   | Win Sports, Facebook DPB y YouTube DPB |
| Corsarios | 72 : 82   | Team Cali | Coliseo El Pueblo, Cali | 21 de mayo | 17:00   | Facebook DPB y YouTube DPB             |

| Ronda 2   | Ronda 2   | Ronda 2   | Ronda 2                 | Ronda 2    | Ronda 2 | Ronda 2                                |
| Local     | Resultado | Visitante | Coliseo                 | Fecha      | Hora    | Transmisión                            |
| --------- | --------- | --------- | ----------------------- | ---------- | ------- | -------------------------------------- |
| Tigrillos | 95 : 93   | Búcaros   | Coliseo El Pueblo, Cali | 22 de mayo | 14:30   | Win Sports, Facebook DPB y YouTube DPB |
| Caribbean | 77 : 95   | Cafeteros | Coliseo El Pueblo, Cali | 22 de mayo | 17:00   | Facebook DPB y YouTube DPB             |
| Team Cali | 83 : 67   | Corsarios | Coliseo El Pueblo, Cali | 22 de mayo | 19:15   | Win Sports, Facebook DPB y YouTube DPB |

| Ronda 3 | Ronda 3   | Ronda 3   | Ronda 3                 | Ronda 3    | Ronda 3 | Ronda 3                                |
| Local   | Resultado | Visitante | Coliseo                 | Fecha      | Hora    | Transmisión                            |
| ------- | --------- | --------- | ----------------------- | ---------- | ------- | -------------------------------------- |
| Búcaros | 100 : 57  | Tigrillos | Coliseo El Pueblo, Cali | 24 de mayo | 19:40   | Win Sports, Facebook DPB y YouTube DPB |

### Semifinales
| Ronda 1   | Ronda 1   | Ronda 1   | Ronda 1                 | Ronda 1    | Ronda 1 | Ronda 1                                |
| Local     | Resultado | Visitante | Coliseo                 | Fecha      | Hora    | Transmisión                            |
| --------- | --------- | --------- | ----------------------- | ---------- | ------- | -------------------------------------- |
| Titanes   | 78 : 75   | Team Cali | Coliseo El Pueblo, Cali | 25 de mayo | 20:05   | Win Sports, Facebook DPB y YouTube DPB |
| Cafeteros | 94 : 82   | Búcaros   | Coliseo El Pueblo, Cali | 26 de mayo | 14:10   | Win Sports, Facebook DPB y YouTube DPB |

| Ronda 2   | Ronda 2   | Ronda 2   | Ronda 2                 | Ronda 2    | Ronda 2 | Ronda 2                                |
| Local     | Resultado | Visitante | Coliseo                 | Fecha      | Hora    | Transmisión                            |
| --------- | --------- | --------- | ----------------------- | ---------- | ------- | -------------------------------------- |
| Team Cali | 85 : 77   | Titanes   | Coliseo El Pueblo, Cali | 26 de mayo | 19:40   | Win Sports, Facebook DPB y YouTube DPB |
| Búcaros   | 76 : 96   | Cafeteros | Coliseo El Pueblo, Cali | 27 de mayo | 11:10   | Facebook DPB y YouTube DPB             |

| Ronda 3   | Ronda 3   | Ronda 3   | Ronda 3                 | Ronda 3    | Ronda 3 | Ronda 3                                |
| Local     | Resultado | Visitante | Coliseo                 | Fecha      | Hora    | Transmisión                            |
| --------- | --------- | --------- | ----------------------- | ---------- | ------- | -------------------------------------- |
| Cafeteros | 85 : 77   | Búcaros   | Coliseo El Pueblo, Cali | 30 de mayo | 16:15   | Win Sports, Facebook DPB y YouTube DPB |
| Titanes   | 81 : 69   | Team Cali | Coliseo El Pueblo, Cali | 30 de mayo | 19:40   | Win Sports, Facebook DPB y YouTube DPB |

| Ronda 4   | Ronda 4   | Ronda 4   | Ronda 4                 | Ronda 4    | Ronda 4 | Ronda 4                    |
| Local     | Resultado | Visitante | Coliseo                 | Fecha      | Hora    | Transmisión                |
| --------- | --------- | --------- | ----------------------- | ---------- | ------- | -------------------------- |
| Team Cali | 62 : 92   | Titanes   | Coliseo El Pueblo, Cali | 31 de mayo | 19:00   | Facebook DPB y YouTube DPB |

### Final
| Ronda 1   | Ronda 1   | Ronda 1   | Ronda 1                 | Ronda 1    | Ronda 1 | Ronda 1                                |
| Local     | Resultado | Visitante | Coliseo                 | Fecha      | Hora    | Transmisión                            |
| --------- | --------- | --------- | ----------------------- | ---------- | ------- | -------------------------------------- |
| Cafeteros | 83 : 84   | Titanes   | Coliseo El Pueblo, Cali | 3 de junio | 19:40   | Win Sports, Facebook DPB y YouTube DPB |

| Ronda 2 | Ronda 2   | Ronda 2   | Ronda 2                 | Ronda 2    | Ronda 2 | Ronda 2                    |
| Local   | Resultado | Visitante | Coliseo                 | Fecha      | Hora    | Transmisión                |
| ------- | --------- | --------- | ----------------------- | ---------- | ------- | -------------------------- |
| Titanes | 79 : 66   | Cafeteros | Coliseo El Pueblo, Cali | 4 de junio | 17:30   | Facebook DPB y YouTube DPB |

| Ronda 3   | Ronda 3   | Ronda 3   | Ronda 3                 | Ronda 3    | Ronda 3 | Ronda 3                                |
| Local     | Resultado | Visitante | Coliseo                 | Fecha      | Hora    | Transmisión                            |
| --------- | --------- | --------- | ----------------------- | ---------- | ------- | -------------------------------------- |
| Cafeteros | 90 : 91   | Titanes   | Coliseo El Pueblo, Cali | 6 de junio | 19:40   | Win Sports, Facebook DPB y YouTube DPB |

|                                            |
|                                            |
| Campeón Titanes de Barranquilla 6.º título |